# Бартезаги, Давиде
Дави́де Бартеза́ги (итал. Davide Bartesaghi; родился 29 декабря 2005 года, Эрба, Италия) — итальянский футболист, защитник клуба «Милан».

## Клубная карьера
Давиде Бартезаги — воспитанник «Аталанты» и «Милана». За последних дебютировал 23 сентября 2023 года в матче 5-го тура Серии A против «Эллас Верона».

## Карьера в сборной
За сборные Италии до 18 и 19 лет провёл 5 матчей.

## Достижения
«Милан»
- Обладатель Суперкубка Италии: 2024